# Olaf Scheveland Jensen
Olaf Scheveland Jensen (født 22. februar 1847 i Drammen, død 14. september 1887 i Kristiania) var en norsk zoolog, bror til Gustav Jensen.
Jensen blev student 1865 og studerede teologi, men valgte snart at ofre sig helt for zoologi og tog første del af medicinsk eksamen. Hans første videnskabelige arbejde var en i "Nyt Magazin for Naturvidenskab" 1873 trykt undersøgelse over norske land- og ferskvandsmollusker samt igler. 1874—82 var han zoologisk konservator ved Bergens Museum, over hvis dyresamling han 1875 udgav en instruktiv katalog for de besøgende. Den rige anledning, som dette museums samlinger og beliggenhed giver til studiet af havets dyreverden, fik Jensen yderligere udvidet, da statens praktisk-videnskabelige undersøgelser over vårsildfiskeriet overdrogs til ham 1880, et hverv, som han dog måtte frasige sig af helbredshensyn alt 1881. Under opholdet i Bergen udførte han en med Frieles guldmedalje prisbelønnet undersøgelse af de i kystregionen levende fimreorme; dette arbejde Turbellarier ved Norges Vestkyst udgavs 1878 blandt museets skrifter og kastede nyt lys over disse dyrs lidet kendte anatomi. Fra 1882 opholdt han sig længere tid i Würzburg og Liège; i 1885 blev han universitetsstipendiat (docent) i zoologi. Han syslede i de senere år navnlig med embryologi og specielt med sædlegemernes struktur. I franske og tyske fagtidsskrifter havde han 1883—86 givet foreløbige meddelelser om sine mikroskopiske undersøgelser, hvorved det var lykkedes ham at påvise, at også hvirveldyrenes sædlegemer havde den samme spiraldannelse i halen, som
tidligere var påvist hos lavere dyr. Det afsluttende arbejde, Undersøgelser over
Sædlegemerne hos Pattedyr, Fugle og Amfibier, udkom (i Kria Vid. Selsk.’s Forhandl. 1887, Nr 11) dagen efter hans død. Et tidligere større arbejde af ham, hørende til det
samme forskningsområde, Recherches sur la Spermatogenèse, oplevede han at se trykt i Archives de Biologie (6. bind 1883).